# Witold Kompa
Witold Kompa (ur. 21 marca 1958 w Koluszkach, zm. 6 sierpnia 2022) – polski piłkarz, występujący na pozycji pomocnika.

## Życiorys
Wychowanek KKS Koluszki. Występował w I lidze w Gwardii Warszawa w latach 1981–1983 (48 meczów, 1 gol). 31 lipca 1983 zagrał w swoim jedynym meczu w europejskich pucharach, przeciwko LASK Linz w Pucharze Intertoto UEFA. Występował również we Włókniarzu Łódź, Gryfie Słupsk i amerykańskim Polish-American Eagles SC. Zmarł 6 sierpnia 2022 roku w wieku 64 lat.